# Bobby Forrester
Robert „Bobby“ Forrester (* 27. November 1947 in der Bronx, New York City; † 23. November 2002) war ein US-amerikanischer Jazz- und Rhythm-&-Blues-Musiker (Orgel, auch Piano).

## Leben und Wirken
Forrester begann im Alter von neun Jahren Klavier zu spielen. Er lernte dann Gitarre und war viele Jahre lang ein professioneller Rock’n’Roll-Gitarrist. Schließlich wechselte zur Hammond-Orgel, deren Spiel er 1966 unter der Anleitung von Richie Levister erlernte. Zu seinen Einflüssen und musikalischen Vorbildern gehörten Jimmy Smith, Jack McDuff und Jimmy McGriff. Forrester legte ab 1971 mehrere Alben unter eigenem Namen vor. 26 Jahre lang war er Keyboarder und musikalischer Leiter der Begleitband der Sängerin Ruth Brown. Er ist u. a. auf ihren Alben Touch Me in the Morning, the Soul Survives und zuletzt A Good Day for the Blues (1998) zu hören. 
Ferner arbeitete zudem mit den Sängern Irene Reid, Lena Horne, Gloria Lynne, Gwen Cleveland und Ernie Byrd zusammen. Er spielte außerdem mit den Saxophonisten George Coleman, Bill Easley, Percy France, Harold Ousley, Bill Saxton, Sonny Stitt, Stanley Turrentine, Harold Vick, Jerry Weldon und Frank Wess, den Schlagzeugern Tootsie Bean und Art Taylor sowie den Bassisten Ben Brown und Noryko. Im Bereich des Jazz war er laut Tom Lord zwischen 1975 und 2001 an 32 Aufnahmesessions beteiligt.

## Diskographische Hinweise
- Organist (Dobre 1971), mit Elijah Williams, Jr., Johnny Kirkwood
- Joey Cavaseno: Live with Bobby Forrester (1994), mit William Ash, Clarence „Tootsie“ Bean, Daniel Sadownick
- Jerry Weldon/Bobby Forrester: The Second Time Around (1995), mit John Hart, Clarence „Tootsie“ Bean,  Daniel Sadownick
- Organic Chemistry (Lollipop 2003), mit David „Bubba“ Brooks, William Ash, Clarence „Tootsie“ Bean
- Bobby’s Blues (Squatty Roo Records 2013), mit Joey Cavaseno, William Ash, Clarence „Tootsie“ Bean (rec. 1993)